# 巴盖尔帕拉乌帕齐拉
巴蓋爾帕拉乌帕齐拉是孟加拉国傑索爾縣的一个乌帕齐拉，位於庫爾納专区的傑索爾縣。。

## 人口
據1991年孟加拉國人口普查，巴蓋爾帕拉共有戶數28,677戶，人口216897人。其中男性佔比51.21%，女性佔比48.79%；成年人口84,303人。該地7歲以上人口之平均識字率為34.5%，高於全國平均值（32.4%）。